# 1427

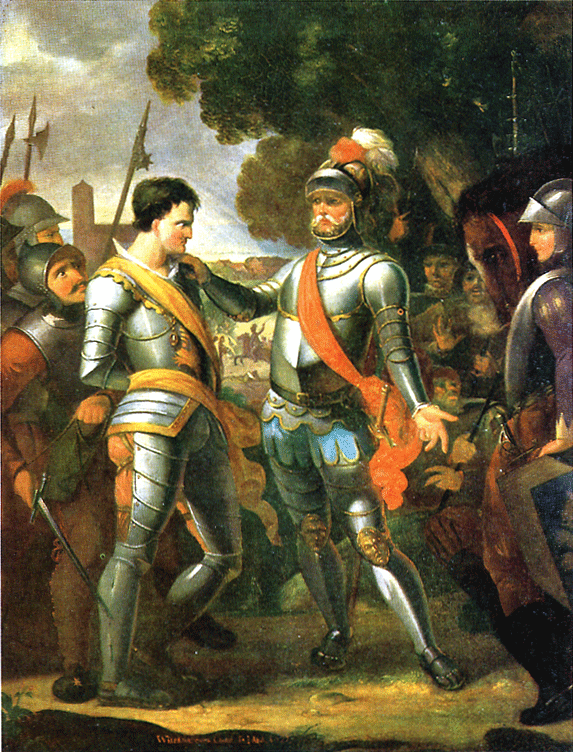
De verslagen Ocko II tom Brok wordt voorgeleid aan Focko Ukena

Het jaar 1427 is het 27e jaar in de 15e eeuw volgens de christelijke jaartelling.

## Gebeurtenissen
januari
- januari - Begin van het Beleg van Zevenbergen door Filips de Goede, de hertog van Bourgondië.

april
- 11 - Zevenbergen, een van de laatste bolwerken van Jacoba van Beieren, valt voor Filips de Goede.

mei
- mei - De Brugse edelman Roeland van Uutkerke wordt gouverneur van Holland ter vervanging van Frank van Borssele.

september
- september - Slag bij Wieringen: Een Hoekse vloot onder leiding van Willem van Brederode wordt verslagen door de Kabeljauwen.

oktober
- 11 - Slag bij Maclodio: Venetië verslaat Milaan.
- 28 - Slag op de Wilde Ackers: Focko Ukena verslaat Ocko II tom Brok. Einde van de heerschappij van de familie tom Brok over Oost-Friesland.

november
- 1 tot 8 - Beleg van Amersfoort: Filips de Goede belegert vergeefs de stad Amersfoort.

zonder datum
- In Vietnam slaagt Le Loi in zijn opstand tegen de Chinese overheersting en sticht de Latere Le-dynastie.
- De Azteekse leider Itzcoatl en de Nezahualcóyotl van Texcoco vormen een verbond tegen de Tepaneken.
- Diogo de Silves ontdekt de Azoren.
- Frederik I van Brandenburg verkoopt zijn rechten als burggraaf van Neurenberg aan de stad Neurenberg.
- oudst bekende vermelding: Eleveld
- In de Sint-Nicolaaskerk in Utrecht bestaat de traditie van het schoen zetten (door armen) op 5 december.

## Opvolging
- Azteken - Chimalpopoca opgevolgd door zijn oom Izcoatl (jaartal bij benadering)
- Brabant en Limburg - Jan IV opgevolgd door zijn broer Filips van Saint-Pol
- Brunswijk-Grubenhagen - Erik I opgevolgd door zijn zoons Hendrik III, Ernst en Albrecht II onder regentschap van Otto II van Brunswijk-Osterode
- Granada - Mohammed IX opgevolgd door Mohammed VIII
- Holstein - Hendrik III opgevolgd door zijn broer Adolf VIII
- Servië - Stefan Lazarević opgevolgd door zijn neef Đurađ Branković

## Afbeeldingen

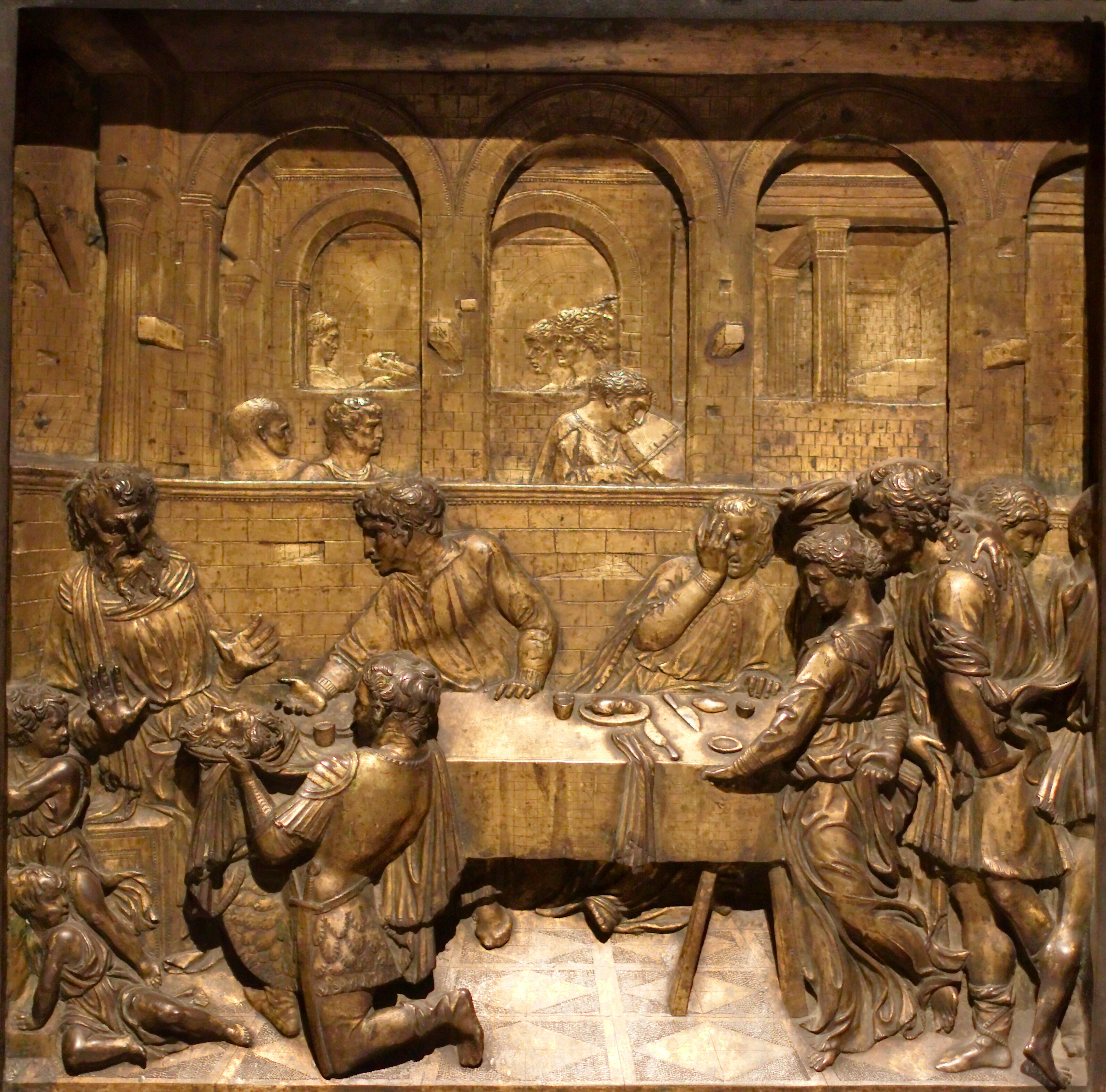
Donatello: Gastmaal van Herodes
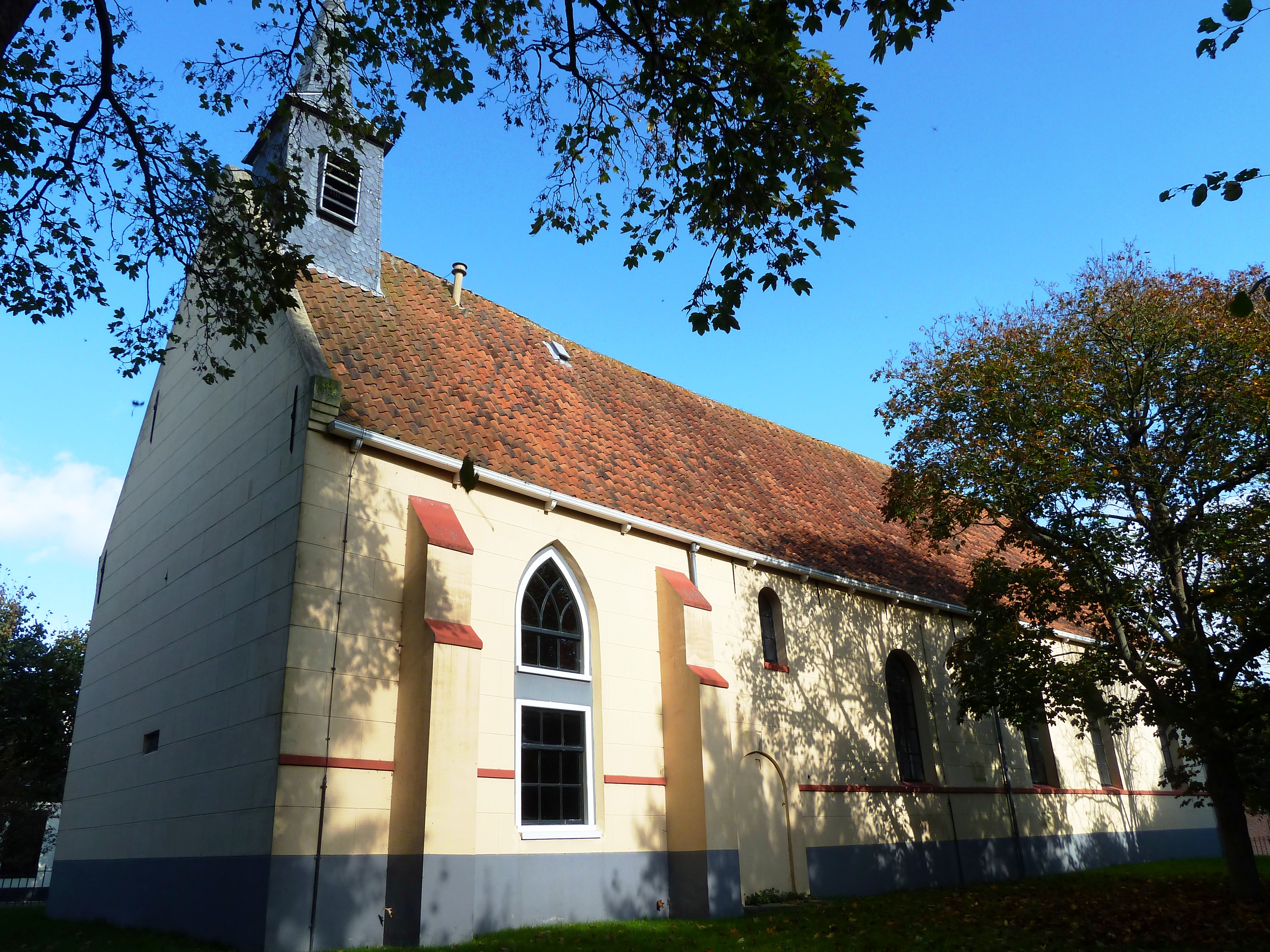
Kerk van Visvliet

## Geboren
- 27 februari - Ruprecht van de Palts, aartsbisschop van Keulen (1463-1480)
- 8 mei - John Tiptoft, Engels edelman
- 22 juni - Lucrezia Tornabuoni, Italiaans dichteres
- 26 oktober - Sigismund van Oostenrijk, Oostenrijks edelman
- 29 november - Zhengtong, keizer van China (1435-1449, 1457-1464)
- 30 november - Casimir IV, koning van Polen (1447-1492)
- David van Bourgondië, bisschop van Utrecht (1456-1496)
- Karel I, markgraaf van Baden-Baden
- Lodewijk van Anjou, Frans edelman
- Päljor Döndrub, Tibetaans geestelijk leider
- Piero Fruosino di Antonio da Vinci, Florentijns diplomaat

## Overleden
- 17 april - Jan IV van Brabant (23), hertog van Brabant (1415-1427)
- 28 mei - Erik I van Brunswijk-Grubenhagen (~23), Duits edelman
- 28 mei - Hendrik III van Holstein (~29), Duits edelman
- mei - Michel Etienne, Aragonees bisschop
- 19 juli - Stefan Lazarević, heerser van Servië (1389-1427)
- 24 juli - Trojden II van Mazovië, Pools edelman
- 3 september - Koenraad VI de Deken (~36), Silezisch edelman
- Chimalpopoca, leider der Azteken (1417-1427)
- Jehoeda Cresques (~77), Catalaans cartograaf
- Jan I van Glymes (~37), Brabants edelman